# Casimir Delhon
Casimir Delhon est un homme politique français né le 22 décembre 1861 à Montpellier (Hérault) et décédé le 20 septembre 1940 à Puissalicon (Hérault)
Propriétaire viticulteur, il est maire de Puissalicon de 1902 à 1929, conseiller général du canton de Servian de 1904 à 1922 et sénateur de l'Hérault de 1906 à 1920. Il siège comme indépendant, mais vote en général avec la Gauche radicale. Il se consacre essentiellement aux questions liées à son département, et notamment à la viticulture.

## Sources
- « Casimir Delhon », dans le Dictionnaire des parlementaires français (1889-1940), sous la direction de Jean Jolly, PUF, 1960 [détail de l’édition]